# Antonio Cisneros
Antonio Cisneros, all'anagrafe Antonio Alfonso Cisneros Campoy (Lima, 27 dicembre 1942 – Lima, 6 ottobre 2012), è stato un poeta peruviano.

## Biografia
Studiò presso l'Universidad Nacional Mayor de San Marcos e nella Pontificia Università Cattolica del Perù tra il 1960 e il 1965. Conseguì un dottorato in letteratura nel 1974. Aveva tre figli e cinque nipoti.
Insegnò in diverse università in Perù, Stati Uniti e in Europa. Fece il giornalista nella radio e televisione. Fu direttore del Centro "Cultural Inca Garcilaso" del Ministero degli Affari Esteri del Perù.
Morì a Lima a causa di un cancro polmonare. È stato cremato presso il cimitero Jardines de Paz di La Molina.

## Pubblicazioni
- "Destierro" (1961)
- "David" (1962)
- "Comentarios reales de Antonio Cisneros" (Premio Nacional de Poesía)(1964)
- "Canto ceremonial contra un oso hormiguero" (Premio Casa de las Americas)(1968)
- "Agua que no has de beber" (1971)
- "Como higuera en una campo de golf" (1972)
- "El libro de Dios y de los húngaros" (1978)
- "Crónicas del Niño Jesús de Chilca" (Premio Rubén Darío) (1981)
- "Agua que no has de beber y otros cantos" (1984)
- "Monólogo de la casta Susana y otros poemas" (1986)
- "Por la noche los gatos" (1988)
- "Poesía, una historia de locos" (1989)
- "Material de lectura" (1989)
- "Propios como ajenos" (1989)
- "Drácula de Bram Stoker y otros poemas" (Premio Parra del Riego) (1991)
- "Las inmensas preguntas celestes" (1992).
- "Poesía reunida" (1996)
- "Postales para Lima", Editora Colihue, Buenos Aires" (1999)
- "Poesía” (3 volúmenes), PEISA & Arango Editores, Bogotá" (2001)
- "Un Crucero a las Islas Galápagos" (2005)

Prose:
- "El arte de envolver pescado" (1990)
- "El libro del buen salvaje" (1995) 1a edición, (1997) 2a edición
- "El diente del Parnaso (manjares y menjunjes del letrado peruano)" Lima 2000
- "Ciudades en el tiempo (crónicas de viaje)"Lima, 2001
- "Cuentos idiotas"Lima 2002

## Premi
- Premio Nacional de Poesía (1965)
- Premio Casa de las Américas (1968)
- Premio Rubén Darío (1980)
- Decorazione al merito culturale della Repubblica di Ungheria (1990)
- Gabriela Mistral Inter-American Prize for Culture (2000)[2]
- Premio Iberoamericano de Letras "José Donoso" Santiago (2004)
- Cavaliere dell'Ordine delle arti e delle lettere (2004)

## Registrazioni
La sua voce e la sua poesia sono registrati negli archivi della Biblioteca del Congresso di Washington, presso l'archivio la Casa de las Américas all'Avana e presso la Casa de Poesía Silva a Bogotà.